# Cor Dekker
Cor Dekker (* 9. Oktober 1987 in Bovenkarspel, Niederlande) ist ein norwegischer Dartspieler niederländischer Herkunft.

## Karriere
Cor Dekker nahm mit Robert Wagner am World Cup of Darts 2016 teil. Dort erreichte das norwegische Duo nach einem Sieg gegen Gibraltar das Achtelfinale, wo sie Schottland mit 3:4 unterlagen. Auf der Scandinavian Darts Corporation Pro Tour 2016 erreichte er im Oktober in Göteborg erstmals ein Finale. 2019 qualifizierte er sich für die Austrian Darts Championship, wo er sein Debüt auf der European Tour gab. Dort unterlag er dem Österreicher Dietmar Burger in Runde 1. Auch bei der Gibraltar Darts Trophy 2019 war Dekker vertreten. In seinem Erstrundenspiel vergab er einige Matchdarts gegen Dyson Parody und schied erneut aus. Beim WDF Europe Cup 2022 erreichte Dekker das Achtelfinale. Im Februar 2024 qualifizierte er sich über den Nordic & Baltic Qualifier für die International Darts Open. Auch sein drittes Spiel auf der European Tour gewann er nicht. Beim World Cup of Darts 2024 trat er zusammen mit Håkon Bjørge Helling für Norwegen an. Gegen Polen verlor das Duo mit 2:4, Ungarn besiegten sie knapp mit 4:3, jedoch reichte dies nicht zum Einzug ins Achtelfinale. Ende Juli gewann Dekker bei der Hungarian Darts Trophy gegen János Végső sein erstes Spiel auf der European Tour. In der zweiten Runde spielte er seinen ersten Neundarter gegen Stephen Bunting, schied aber mit 2:6 aus.
Im Januar 2025 erspielte sich Dekker bei der PDC Q-School als erster Norweger eine Tour Card für die PDC Pro Tour.

## Turnierergebnisse
| Turnier                                    | 2013                       | 2014                       | 2015                       | 2016                       | 2017                       | ......             | 2024               | 2025 |
| ------------------------------------------ | -------------------------- | -------------------------- | -------------------------- | -------------------------- | -------------------------- | ------------------ | ------------------ | ---- |
| BDO-Major-Turniere                         |                            |                            |                            |                            |                            |                    |                    |      |
| World Masters                              | 1R                         | n/t                        | 2R                         | n/t                        | n/t                        | n/t                | n/a                | n/a  |
| WDF-Platin-/Major-Turniere                 |                            |                            |                            |                            |                            |                    |                    |      |
| WDF World Cup                              | n/t                        | n/a                        | n/t                        | n/a                        | 1R                         | n/t                | n/a                | n/t  |
| WDF Europe Cup                             | n/a                        | n/t                        | n/a                        | AF                         | n/a                        | n/t                | n/t                | n/a  |
| PDC-Ranking-Turniere                       |                            |                            |                            |                            |                            |                    |                    |      |
| World Masters                              | nicht ausgetragen          | nicht ausgetragen          | nicht ausgetragen          | nicht ausgetragen          | nicht ausgetragen          | nicht ausgetragen  | nicht ausgetragen  | VR   |
| UK Open                                    | nicht teilgenommen         | nicht teilgenommen         | nicht teilgenommen         | nicht teilgenommen         | nicht teilgenommen         | nicht teilgenommen | nicht teilgenommen | 1R   |
| PDC-Turniere ohne Einfluss auf das Ranking |                            |                            |                            |                            |                            |                    |                    |      |
| World Cup of Darts                         | n/t                        | n/t                        | n/t                        | AF                         | n/t                        | n/t                | GP                 | GP   |
| Karrierestatistiken                        |                            |                            |                            |                            |                            |                    |                    |      |
| Jahresendplatzierung                       | unbekannt                  | unbekannt                  | –                          | –                          | 398                        | –                  | 154                |      |
| Verband                                    | British Darts Organisation | British Darts Organisation | British Darts Organisation | British Darts Organisation | British Darts Organisation | PDC                | PDC                | PDC  |

| Legende zu den Turnierergebnissen | Legende zu den Turnierergebnissen | Legende zu den Turnierergebnissen | Legende zu den Turnierergebnissen | Legende zu den Turnierergebnissen | Legende zu den Turnierergebnissen | Legende zu den Turnierergebnissen | Legende zu den Turnierergebnissen | Legende zu den Turnierergebnissen | Legende zu den Turnierergebnissen |
| --------------------------------- | --------------------------------- | --------------------------------- | --------------------------------- | --------------------------------- | --------------------------------- | --------------------------------- | --------------------------------- | --------------------------------- | --------------------------------- |
| n/t                               | nicht teilgenommen                | n/q                               | nicht qualifiziert                | n/a                               | nicht ausgetragen                 | #R                                | Aus in jeweiliger Runde           | GP                                | Aus in der Gruppenphase           |
| AF                                | Achtelfinalist                    | VF                                | Viertelfinalist                   | HF                                | Halbfinalist                      | F                                 | Turnierfinalist                   | S                                 | Turniersieger                     |